# Dinastia Chin
```
   |-
       |
Erro:
:  
valor não especificado para "
nome_comum
"
```

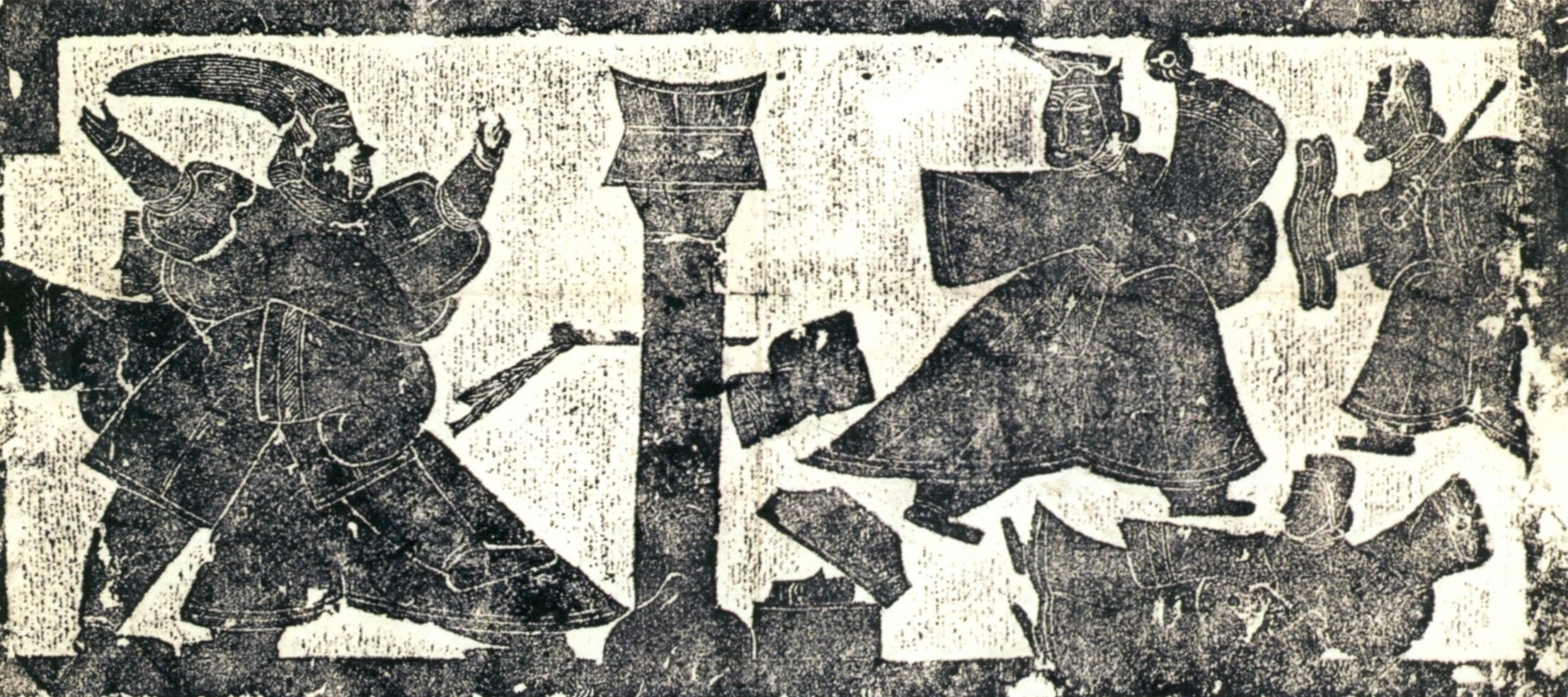
Uma pedra Friccionada em um relevo esculpido na Dinastia Han,retratando a tentativa de assassinato Jin Ke em Qin Shi Huang;Jin Ke(Esquerda) é segurado por um dos médicos de Qin Shi Huang(Esquerda,Fundo).A adagua usada na tentativa de assassinato é pressa no pilar. Qin Shi Huang(á direita) é visto segurando um disco imperial de Jade.

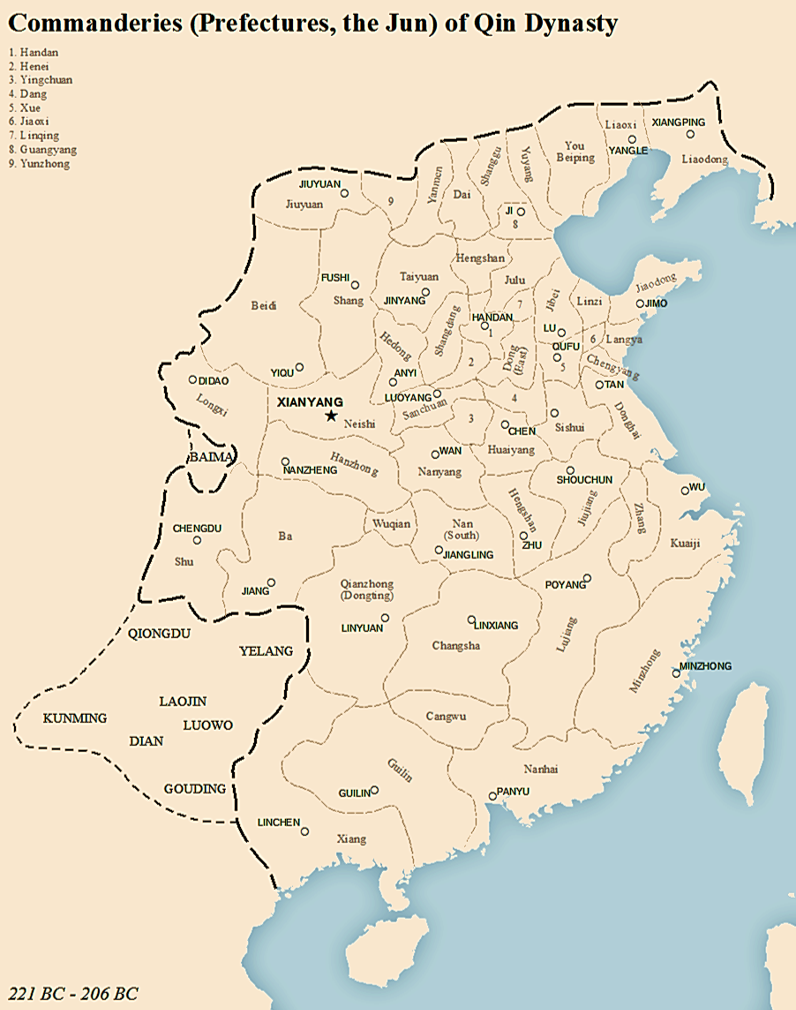
Fronteiras das comanderias do Império Qin.

A Dinastia Qin (em chinês, 秦朝), também conhecida como Dinastia Chin, foi uma dinastia que governou a China entre 221 a.C. e 206 a.C., e que normalmente figura nos livros de História como a primeira dinastia burocrática ou protoburocrática da história da China. O período abrangido pelo governo da dinastia Qin pode, igualmente, corresponder a uma subdivisão da história chinesa. O primeiro rei dessa dinastia, Zheng, é reconhecido pela historiografia por seus grandes feitos, como a unificação violenta da China, e por seu governo cruel, tendo adotado o título de Shi Huangdi ("Primeiro Imperador") após conquistar os estados de Zhao, Wei, Chu, Yan e Qi. Muitos autores defendem que a reunificação da China sob um governo burocrático nessa ocasião se deveu em certa medida aos constantes ataques das tribos nômades do norte dirigidos para pilhar os bens da civilização chinesa, que aumentaram consideravelmente a partir do século III a. C.

## O estabelecimento da Dinastia Qin
O final do período da história chinesa conhecido como Zhou Oriental (autoproclamação dos senhores feudais como reis de suas terras) assistiu a uma crescente descentralização política. Embora o rei (em mandarim "wang") da dinastia Zhou continuasse existindo, seus vassalos cresceram em importância econômica e política, tornando-se senhores muito mais influentes que o rei. O período entre 403 e 221 a.C., chamado de “a época dos Estados Guerreiros”, foi marcado pelas guerras entre esses senhores, cujos objetivos eram apoderar-se de pequenos territórios visando aumentar a extensão de seus próprios domínios. Em 335 a.C., senhores regionais passaram a chamar a si mesmos de reis, rejeitando a soberania da antiga dinastia. Desta forma, os domínios desses senhores passaram a funcionar como pequenos reinos sob o nome de seus donos: Han, Wei, Song, Lu, Yue, Chu, Qin. Com o passar do tempo, os reinos mais poderosos foram absorvendo os reinos menores, consolidando sua influência política. No final da época dos Estados Guerreiros, os reinos de Chu (no sul) e Qin (no oeste) eram os mais poderosos. Chu conquistou o reino de Yue e o ducado de Lu respectivamente em 334 a.C. e 249 a.C. O reino de Qin obteve suas vitórias brilhantes graças ao sucesso militar do jovem rei Zheng, aclamado rei com apenas nove anos em 247 a.C., e seus ministros, Lü Buwei e Li Si. Entre 230 e 221 a.C., o jovem rei conquistou muitos reinos, inclusive seu grande adversário no sul, Chin.

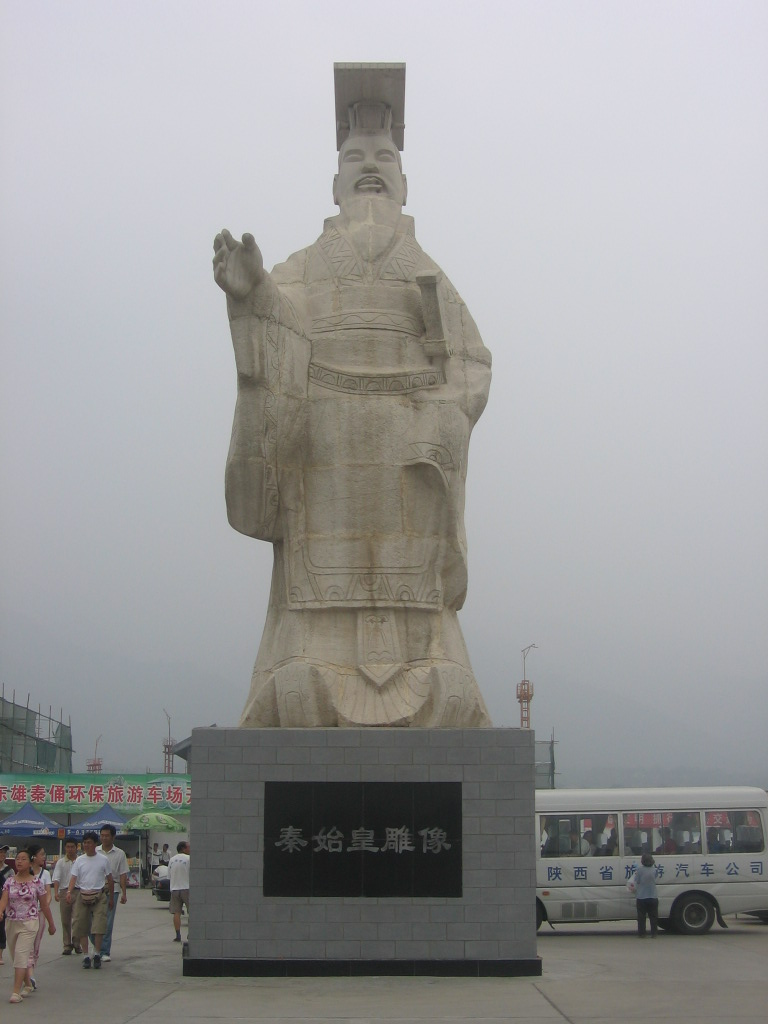
Estátua de Shi Huangdi ("Primeiro Imperador").

Ao consolidar seus domínios, o rei assumiu o título de Shi huangdi (onde Shi significa “primeiro” e huangdi “imperador”, uma palavra criada a partir dos termos Huang, "augusto" e Di, "senhor", normalmente atribuídos aos reis mitológicos da China antiga). A política do imperador centrou-se na unificação da China a partir de uma reforma administrativa que consistiu no combate da nobreza, na adoção de princípios e filosofias legalistas e na criação de pequenas unidades administrativas diretamente ligadas ao governo central. O imperador também proibiu o porte privado de armas, deslocou famílias, e castigou seus opositores com penas cruéis: alguns foram enterrados vivos, outros sofreram mutilação e outros ainda foram condenados a trabalhos forçados. Durante seu governo, o imperador mandou construir palácios, estradas e fortificações, como os primeiros trechos da famosa Muralha da China. Um vasto exército de soldados de terracota enterrado na tumba do Primeiro Imperador, encontrado recentemente por arqueólogos, é um outro exemplo dos empreendimentos grandiosos operados durante o governo de Zheng – acredita-se que tenham sido colocados lá na crença de que defenderiam o imperador na outra vida. O primeiro imperador também chegou a visitar seus domínios completos e, ao final da vida, mandou uma delegação de soldados para o mar na busca da terra mística de Peng Lai, em busca do segredo da imortalidade.

## O fim da Dinastia
Exatamente pela forma de governo instituída pelos Qin, extremamente centralizada na pessoa do imperador,  as coisas deixaram de funcionar com a morte de Zheng em 210 a.C. O sucessor legítimo do primeiro imperador foi assassinado por seu irmão mais jovem. O Segundo Imperador, Qin Er Shi, por sua vez, foi assassinado por um de seus ministros, Li Si em 208 antes de Cristo. Li Si foi morto em 207 a.C., assim como o ministro e o imperador que assumiram posteriormente. A massa campesina e alguns dos antigos nobres, diante dessa situação, participaram de sublevações contra o governo.  Liu Bang (mais conhecido como Gaozu), um funcionário do Império, derrubou o governo Qin e declarou-se imperador sob a dinastia de Han em 202 a.C.

## A relação com os vizinhos
A maior ameaça à sociedade chinesa do século III a.C. foi, certamente, a pilhagem constante levada a cabo pelas tribos nômades do norte. O surgimento de um governo como o Qin foi favorecido devido à necessidade de se fortalecer militarmente contra o inimigo das estepes. Os nômades se interessavam sobretudo pelos artefatos chineses de luxo, como a seda. Uma grande confederação de tribos nômades foi formada no final do século III entre os Xiongnu. O Primeiro Imperador tomou medidas eficazes para combater os "bárbaros", como a construção da Grande Muralha da China e a mobilização de tropas para combatê-los em 213 a.C. A política continuaria, posteriormente, sob a dinastia Han.
A época de Qin também é reconhecida como uma época de expansão para o Sul. Durante o governo dos primeiros imperadores, os chineses se expandiram para as regiões das províncias de Fujian e Guangxi. Também conquistaram parte do território atualmente vietnamita, onde estava estabelecido o proto-Estado de  Au Lac. O Domínio chinês ocorria, muitas vezes, por meio da assimilação cultural dos povos subordinados. Um oficial do governo Qin, Chao Tuo, enviado nas expedições militares no sul, tornou-se célebre por ter desposado uma mulher nativa do clã dos Yue, e ter se auto proclamado rei da região de Guangdong por ocasião do colapso da dinastia Qin. Dizia ser o “Grande Chefe dos Bárbaros do Sul”.

## Legalismo e mentalidade na Era Qin

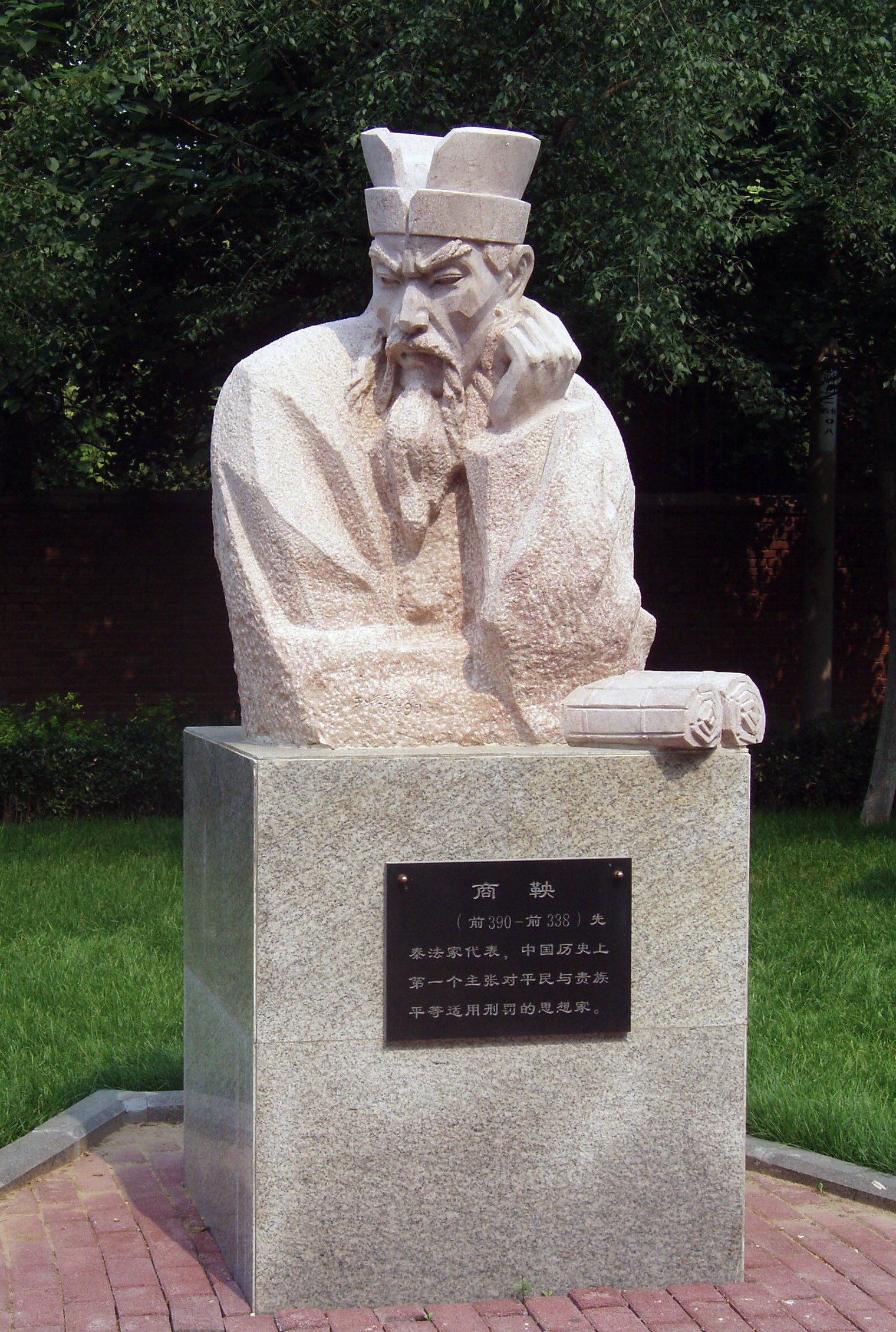
Busto de Shang.

Durante os séculos IV e III antes de Cristo, alguns pensadores chineses passaram a questionar as asserções  confucianas sobre a forma de se governar, trazendo novas ideias para o campo político. Um grupo desses pensadores, chamados de  legalistas, defendiam um governo centrado nas leis e nas instituições fortes. Pensavam na sociedade não em suas possibilidades, mas a partir do que acreditavam ver. Tudo isso ia radicalmente contra as ideias de Confúcio, grande filósofo da era Zhou, que defendia o governo centrado em qualidades morais, nos ritos e na bondade.
O primeiro grande autor legalista foi o Senhor Shang, ministro de Estado dos Qin, ainda no período dos Reinos Guerreiros. Em seu tratado político (338), Shang defende a mudança em oposição à tradição, define as leis como a vontade do soberano e afirma que o rei está acima do que é codificado em leis. Han Feizi, outro legalista importante, defendia que o rei deveria consolidar seu poder por meio da punição e da recompensa, e não se valendo dos métodos confucianos, no qual o soberano deveria tornar-se um exemplo. Também acreditava que o rei deveria tornar suas punições imediatas e de forma autoritária, pois isso impediria que seus domínios fossem fragmentados. Feizi dizia que o rei autoritário “usava de meios que levariam o povo à paz”, embora os povos o considerassem cruel.
O reino de Qin foi o primeiro a adotar a filosofia legalista, desde a época dos Reinos Guerreiros. Os governadores aboliram a nobreza e privilegiaram os guerreiros que matavam mais homens em combate, o que permitiu a formação de uma meritocracia incipiente. Favoreceram a entrada de imigrantes em seu território pela entrega de recompensas em terra, aboliram a servidão privada e instituíram pesados impostos pagos em forma de alimentos ou trabalho. Quando o rei Zheng consolidou seu domínio sobre os outros reinos da China, ele continuou seguindo essa política, e foi em grande parte graças a ela que ele conseguiu manter unidos os chineses por algum tempo.

## Religião
O pensamento religioso dominante na china Qin era ainda muito marcado pelas ideias antigas. Acreditava-se que os "espíritos" dos mortos estavam entre os vivos e, portanto, era necessário agradá-los frequentemente. Com o passar do tempo, os chineses principiariam a refletir sobre o destino dos mortos, chegando a conclusões cada vez mais complexas. A alma dos mortos, acreditava-se, teria duas dimensões: uma terráquea e outra ascética. Esta última seguiria para o céu após a morte, enquanto a primeira continuaria na terra, motivo pelo qual os vivos deveriam sempre deixar oferendas para os antepassados. Mais tarde, com ascensão da dinastia Han, noções sobre o julgamento pós-morte iriam se popularizar entre os chineses.
Os chineses também praticavam ritos sacrificiais e adivinhação. O I-Ching, livro das mutações, ainda tinha considerável influência sobre as práticas divinatórias da época. No entanto, é importante lembrar que a política do reino de Chin foi de combater muitos princípios religiosos e morais dos reinos dominados. O Primeiro Imperador, numa política pragmática, mandou queimar muitos dos livros onde estavam preservadas as ideias e morais dos antigos em 213 a.C. Por este motivo, o alcance de filosofias religiosas como as de Confúcio foram momentaneamente restringidas.